# Maria Carme Cardó i Soler
Maria Carme Cardó i Soler (El Vendrell, 1928) és una activista cultural i professora de català.
Va ser professora de català durant el franquisme i els primers anys de la democràcia. Des del menjador de casa seva, va formar desenes de mestres que després van poder incorporar-se a les escoles quan es va iniciar la catalanització del sistema educatiu. Posteriorment, va ser directora de l'Escola Àngel Guimerà del Vendrell. Va participar en la creació de la Fundació Santa Teresa del Vendrell. La seva tasca cultural inclou l'impuls del Festival de Teatre Infantil del Baix Penedès i la creació del Concurs Literari de Sant Jordi del Vendrell, la participació en l'Associació Musical Pau Casals, el setmanari Informes del Baix Penedès. També va cedir el llegat familiar de Joan Ramon Soler a l'Arxiu del Vendrell.
Al llarg de la seva trajectòria, ha rebut diversos premis i homenatges, com el premi Teresina Martorell o els homenatges dels exalumnes de l'any 1981 i 2018. El 2022 la Generalitat li va concedir la Creu de Sant Jordi per la seva tasca en l'ensenyament del català i la quantitat de projectes pedagògics i culturals impulsats al llarg de la seva trajectòria. El 2022 també fou nomenada filla predilecta de la ciutat del Vendrell per la seva tasca en favor de la cultura i la igualtat.